# Альфред Нерінг
Альфред Нерінг (нім. Alfred Nehring, 1845–1904) — німецький зоолог і палеонтолог.

## Життя
Вивчав філологію та природничі науки в Геттінгені та Галле, згодом викладав у Везелі (1867) та Вольфенбюттелі (1871). З 1881 року був професором у Landwirtschaftlichen Hochschule (сільськогосподарський університет) у Берліні.
Наукові дослідження Нерінга включали сучасних і доісторичних хребетних, особливо науковець цікавився історією та морфологією домашніх тварин (коней, собак тощо).

## Вибрані праці
- Ueber die Cerviden von Piracicaba in Brasilien (Prov. St. Paulo), 1884
- Ueber eine Pelzrobben-Art von der Küste Süd-brasiliens, 1887
- Ueber Sus celebensis und verwandte, 1889
- Ueber Tundren und Steppen der jetzt- und vorzeit, mit besonderer Berücksichtigung ihrer Fauna, 1890
- Die geographische Verbreitung der Säugetiere in dem Tschernosem-Gebiete des rechten Wolgaufers, sowie in den angrenzenden Gebieten, 1891
- Neue Notizen über cervus megaceros var. Ruffii Nhrg und über das diluviale Torflager von Klinge bei Kottbus, 1892
- Ueber Kreuzungen von Cavia aperea und Cavia cobaya, 1893
- Ueber Herberstain und Hirsfogel; Beiträge zur kenntnis ihres lebens und ihrer werke, 1897
- Eine neue Nesokia-Species aus Palästina, 1898
- Die Priorität des Genusnamens Cricetus. In: Zoologischer Anzeiger, 1900
- Die Schädel von Ctenomys minutus Nhrg., Ct. torquatus Licht. und Ct. Pundti Nhrg, 1900